# K.u.k. Ulanenregiment „Kaiser“ Nr. 4

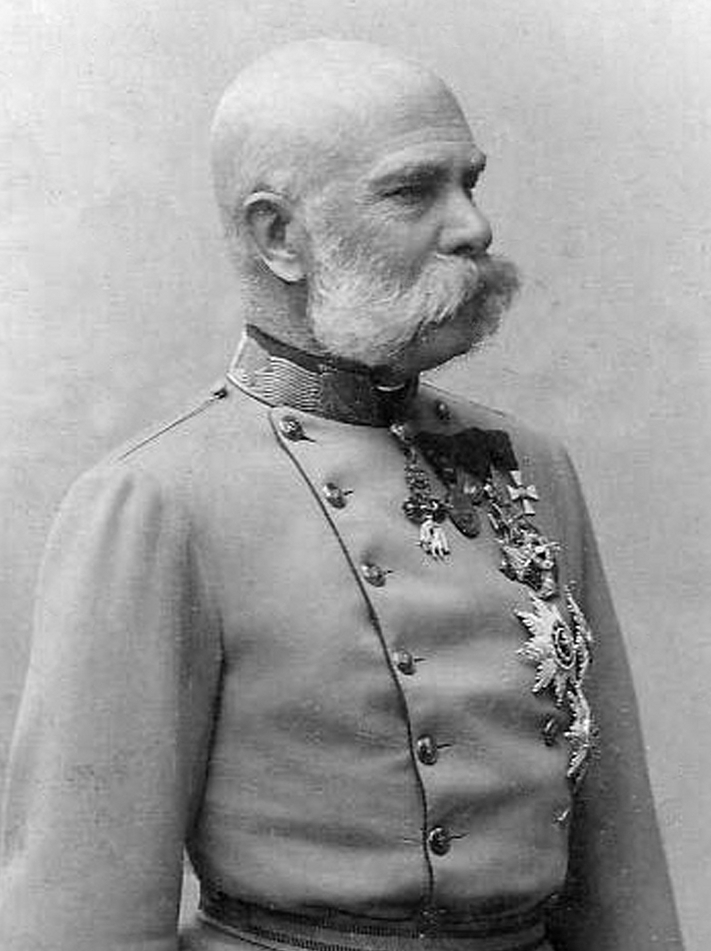
Der letzte Regimentsinhaber, Kaiser Franz Joseph I.

Das k.u.k. Ulanenregiment „Kaiser“ Nr. 4 war ein Kavallerieverband in der Gemeinsamen Armee innerhalb der Österreichisch-Ungarischen Landstreitkräfte.
Im Jahre 1915 wurden alle Ehrennamen ersatzlos gestrichen. Von da an hieß der Verband nur noch „k.u.k. Ulanenregiment Nr. 4“ (Dies ließ sich jedoch im allgemeinen Sprachgebrauch nicht durchsetzen, einerseits weil sich niemand daran hielt, andererseits hatte die sparsame k.u.k. Militäradministratur verfügt, zuerst alle vorhandenen Stempel und Formulare aufzubrauchen.)
- Das Regiment besaß eine durch Allerhöchstes Befehlsschreiben vom 30. November 1898 verliehene, an einer silbernen Ehrentrompete zu tragende goldene Inhaber-Jubiläumsmedaille. Sie zeigte auf der Vorderseite das Reliefporträt des Kaisers in der Inhaberuniform, die Inschrift „Franz Joseph I:“ und den Schild des Allerhöchsten Wappens mit Krone. Die Rückseite enthielt die Widmung: „Der Inhaber seinem Uhlanenregiment Nr. 4, 1848 - 1898“. Die Ehrentrompete war mit goldener Reliefverzierung und mit einem bestickten Behang aus Goldstoff versehen.

## Formationsgeschichte
- 1813/1814 wurde von den galizischen Landständen auf dem Sammelplatz Gródek in Ostgalizien ein Ulanen-Regiment aufgestellt. Der Stamm bestand aus Chargen und Mannschaften von den übrigen drei Ulanen-Regimentern. (Einige Offiziere kamen auch aus dem Chevauxlegers-Regiment O’Reilly und dem Husaren-Regiment Kienmayer)
- 1860 musste die 4. Division zur Ergänzung des bisher lombardischen Ulanen-Regiments Nr. 11 abgegeben werden.

## Ergänzungen
- Das Regiment rekrutierte sich seit seiner Errichtung aus Galizien und zwar anfänglich nur aus Ostgalizien.
- 1853 Aus dem Bezirk des Infanterie-Regiments Nr. 15 (Tarnopol)
- 1857 Aus den Ergänzungsbezirken der Infanterieregimenter Nr. 30 und Nr. 15 (Lemberg und Tarnopol)
- 1860 aus den Ergänzungsbezirken der Infanterieregimenter Nr. 30 und Nr. 55 (Lemberg und Brezezany)
- 1867 aus Ergänzungsbezirken der Infanterieregimenter Nr. 30 und Nr. 80 (Lemberg und Zloczów)
- 1875–80 Aus dem Bezirk des Infanterieregiments Nr. 80
- 1883–89 Aus dem Bezirk des Infanterieregiments Nr. 30.
- Danach mit der Ergänzung dem Bereich des XI. Korps (Militär-Territorial-Bezirk Lemberg) zugewiesen.

## Friedensgarnisonen
| I. | II. | III. |
| --- | --- | --- |
| - 1814 Gródek - 1814–15 Pardubitz - 1815 Mailand - 1816 Sárospatak - 1820 Wien - 1822 Alessandria - 1823 Mailand und Pavia - 1830 Kecskemét - 1832 Alt-Arad | - 1837 Grosswardein - 1845 Gyöngyös - 1847 Cremona - 1849 Sáros-Patak - 1850 Tövis - 1851 Ujpćs, dann Mediasch - 1854 Radautz - 1856 Grosswardein - 1857–59 Gyöngyös - 1855 Kronstadt | - 1859–66 Keszthely - 1866 Alt-Arad - 1872 Kaschau - 1878 Nagy-Mihály - 1882 Brzezany - 1889 Stanislau - 1891 Jaroslau - 1892 Lemberg - 1894 Zolkiew - 1912 Wiener Neustadt |

## Regimentsinhaber
- 1813 Kaiser Franz
- 1835 Kaiser Ferdinand
- 1848 Kaiser Franz Joseph

### Zweiter Inhaber
- 1813–41 General der Kavallerie Johann Graf Klebelsberg, Freiherr zu Thumburg
- 1841–57 Feldmarschalleutnant Felix Graf von Woyna
- 1857–85 Feldmarschalleutnant Alfred Graf Paar

### Regimentskommandanten
- 1813 Oberst Stanislaus von Poradowski
- 1815 Oberst Joseph von Devay
- 1820 Oberst Eugen Graf Wratislaw
- 1830 Oberst Leopold Graf Spannocchi
- 1835 Oberst Carl Freiherr Pergler von Perglas
- 1843 Oberst Carl von Grawert
- 1848 Oberst Carl Freiherr Zessner von Spitzenberg
- 1849 Oberst Joseph Graf Castelnau
- 1852 Oberst Leopold Graf Stürgkh
- 1853 Oberst Julius Graf Hoditz und Wolframitz
- 1856 Oberst Eugen Freiherr Piret de Bihain
- 1862 Oberst Leopold Fischer
- 1863 Oberst Johann Freiherr von Appel
- 1866 Oberst Otto Freiherr von Scholley
- 1871 Oberst Heinrich Graf Herberstein
- 1877 Oberst Heinrich von Nauendorf
- 1882 Oberst Peter Stoits
- 1886 Oberst Joseph Bergauer
- 1888 Oberst Adalbert Graf Gilitzstein
- 1894 Oberst Ernst von Poten
- 1899 Oberst Gottfried von Suchan
- 1905 Oberst Alfred Ambros Edler von Rechtenberg
- 1907 Oberst Edmund Ritter von Zaremba
- 1912 Oberst Severin Zietkiewicz
- 1913 Oberst Wilhelm Heyszl
- 1914 Oberstleutnant Ludwig Redlich
- 1917 Oberst Heinrich v. Hermann

## Gefechtskalender
→Herrschaft der Hundert Tage

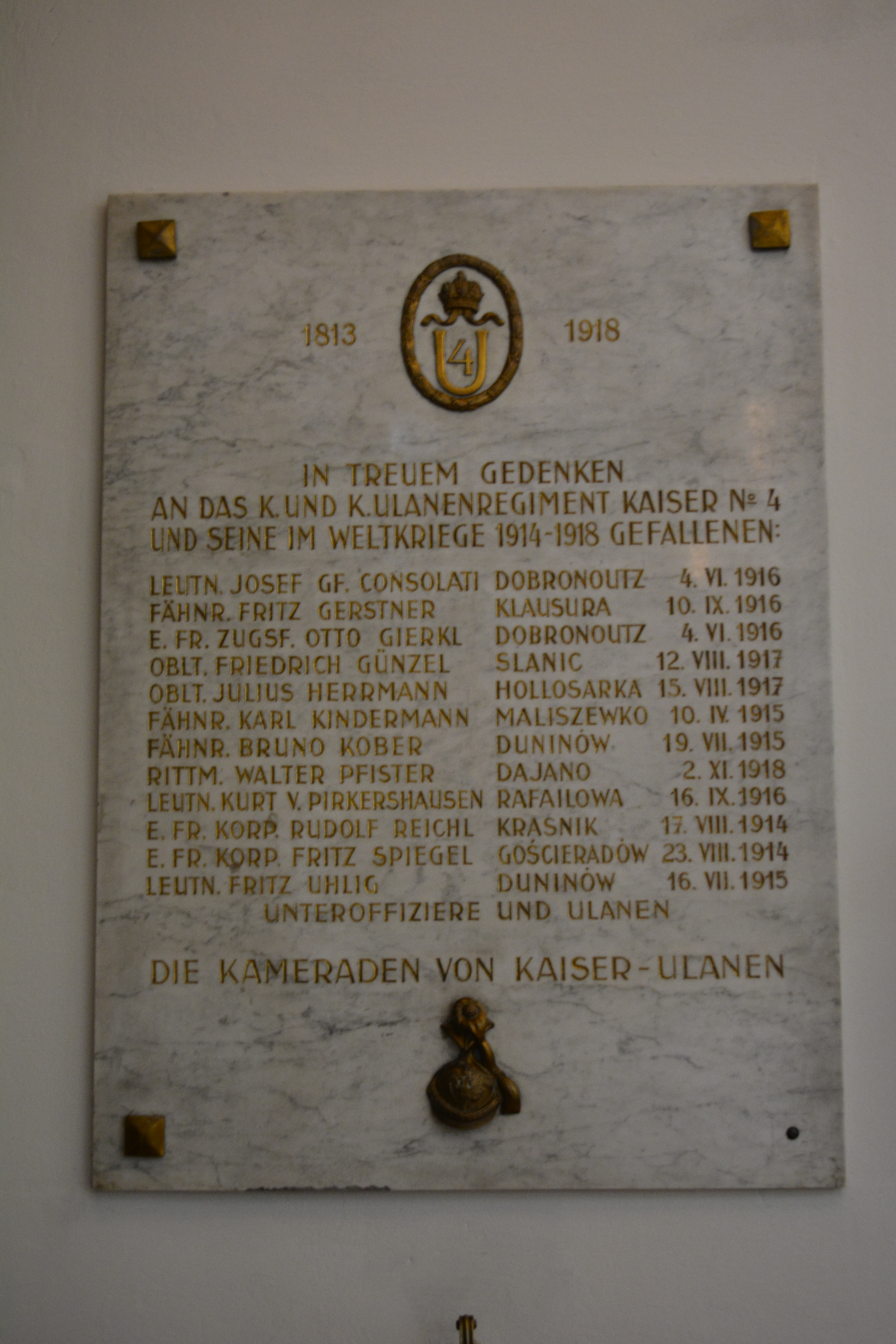
Gedenktafel in der Kapuzinerkirche in Wien

- 1815: Zur Armee am Oberrhein detachiert. Im Gefecht bei Straßburg in der Reserve. Keine Gefechtstätigkeit.

→Risorgimento
- 1821: Am Feldzug im Piemont beteiligt, ohne Gefechtstätigkeit.

→Revolution von 1848/49 im Kaisertum Österreich
- 1848: In der Lombardei. Drei Eskadronen unter Oberst Grawert konnten bei Ausbruch der Revolution nur mit Waffengewalt aus dem aufrührerischen Cremona entkommen. Später waren fünf  Eskadronen zum I. Korps der Hauptarmee detachiert, eine Eskadron gehörte zur Besatzung von Mantua, zwei Eskadronen waren zur Reserve im Korps Nugent abgestellt. Teile der erstgenannten kämpften in den Gefechten bei Santa Lucia, Curtatone, Sommacampagna, der Schlacht bei Custozza und dem Gecht bei Volta.
- 1849: In Italien ohne Gefechtstätigkeit. Verlegung des Regiments nach Ungarn. Kämpfe der beiden Majors-Divisionen im Gefecht bei Csorna, die Oberstlieutenants-Division führte ein Gefecht bei Pered (Tešedíkovo). Das Regiment wurde dann im I. Korps Schlick zusammengezogen und kämpfte bei Raab, Ács (Ungarn), Pusztaherkály, Szőreg, Csatád und Temesvár und nahm noch an der Verfolgung der Insurgenten bis an die siebenbürgische Grenze teil.

→Sardinischer Krieg
- 1859: Im Juni nach Italien verlegt, standen zwei Divisionen am unteren Po, die beiden anderen im XI. Korps. In der Schlacht bei Solferino kam nur eine 1/2 Eskadron zum Einsatz.

→Deutscher Krieg
- 1866: Fünf Eskadronen waren der 1. Reserve-Kavallerie-Division der Nord-Armee zugeteilt. Das Regiment kämpfte bei Wysokow, Skalitz und in der Schlacht bei Königgrätz.

→Erster Weltkrieg
Im Ersten Weltkrieg kämpften die Ulanen zunächst kavalleristisch (ob im Regimentsverband oder Eskadronsweise aufgeteilt als Divisionskavallerie ist gegenwärtig nicht bekannt) aber auch infanteristisch auf allen Kriegsschauplätzen im Osten und Südosten.
Die Verbände der 4. Kavallerie-Truppendivision blieben jedoch bis zum Schluss beritten.

## Verbleib
Nach der Proklamation Polens als eigenständiger Staat im Oktober 1918 wurden die ruthenisch- und polnischstämmigen Soldaten von der Interimsregierung aufgerufen, die Kampfhandlungen einzustellen und nach Hause zurückzukehren. In der Regel wurde dieser Aufforderung Folge geleistet. Auch die ruthenischen Soldaten kehrten größtenteils in ihre Heimat zurück, ohne eine etwaige Auflösung der Einheit abzuwarten. Somit war der Verband seinem bisherigen Oberkommando, dem k.u.k. Kriegsministerium entzogen und konnte von diesem nicht demobilisiert und allenfalls theoretisch aufgelöst werden. Ob, wann und wo eine solche Auflösung stattgefunden hat, ist gegenwärtig nicht bekannt.

### Status und Verbandszugehörigkeit 1914
- II. Korps – 4. Kavallerie Truppendivision – 18. Kavalleriebrigade
- Nationalitäten: 65 % Ruthenen – 29 % Polen – 6 % Verschiedene
- Regimentssprachen: Ukrainisch und Polnisch

## Adjustierung
- 1813: weiße Czapka, dunkelgrüne Kurtka und Hosen, scharlachrote Egalisierung, gelbe Knöpfe
- 1865: weiße Tatarka, lichtblaue Ulanka und Hosen, krapprote Egalisierung, gelbe Knöpfe
- 1868: weiße Tatarka, lichtblaue Ulanka, krapprote Stiefelhosen und Egalisierung, gelbe Knöpfe
- 1876: weiße Czapka, lichtblaue Ulanka, krapprote Egalisierung und Stiefelhose, gelbe Knöpfe

## Gliederung
Ein Regiment bestand in der Österreichisch-Ungarischen Kavallerie in der Regel ursprünglich aus drei bis vier (in der Ausnahme auch mehr) Divisionen. (Mit Division wurde hier ein Verband in Bataillonsstärke bezeichnet. Die richtige Division wurde Infanterie- oder Kavallerie-Truppendivision genannt.) Jede Division hatte drei Eskadronen, deren jede wiederum aus zwei Kompanien bestand. Die Anzahl der Reiter in den einzelnen Teileinheiten schwankte, lag jedoch normalerweise bei etwa 160 Reitern je Eskadron.
(Bei der, durch Kaiser Joseph II. begonnenen Heeresreform war die Kompaniegliederung innerhalb der Kavallerie bereits aufgegeben worden.)
Die einzelnen Divisionen wurden nach ihren formalen Führern benannt:
- die 1. Division war die Oberst-Division
- die 2. Division war die Oberstlieutenant (Oberstleutnant)-Division
- die 3. Division war die Majors-Division
- die 4. Division war die 2. Majors-Division

Im Zuge der Heeresreform wurden die Kavallerie-Regimenter ab 1860 auf zwei Divisionen reduziert.
- siehe: k.u.k. Ulanen